# Roberto I de Courtenay
Roberto de Courtenay, imperador latino de Constantinopla, era o filho mais novo do imperador Pedro II de Courtenay e um descendente do rei francês Luís VI e filho de Iolanda de Flandres, a irmã de Balduíno, com Henrique de Flandres, o primeiro e o segundo imperadores do Império Latino respectivamente.

## História
Quando se soube na França que Pedro de Courtenay estava morto, seu filho mais velho, Filipe, marquês de Namur, renunciou à sucessão do Império Latino em favor de seu irmão, Roberto, que partiu para tomar posse de herança, que estava sendo governada por Conon de Béthune como regente. Coroado imperador em 25 de março de 1221, Roberto, que estava rodeado de inimigos, pediu ajuda ao papa Honório III e ao rei da França, Filipe II. Porém, enquanto isso, suas terras estavam sendo tomadas pelos rivais do Despotado de Epiro (também um estado latino) e do Império de Niceia, estado grego sucessor do Império Bizantino (Batalha de Pemameno).
Alguma parca ajuda foi enviada pela Europa Ocidental, mas logo Roberto foi compelido a buscar a paz com seu maior inimigo, João Ducas Vatatzes, o imperador de Niceia, que conseguiu consolidar todas as suas conquistas. Roberto prometeu se casar com Eudóxia, a filha do finado imperador niceno Teodoro I Láscaris com Ana Angelina. Ele já havia sido prometido a ela numa ocasião anterior. O que aconteceu em seguida é incerto, mas Jorge Acropolita afirma que o arranjo foi desfeito por conta de motivos religiosos pelo patriarca ortodoxo, exilado em Niceia, Manuel I Saranteno: a irmã de Roberto, Maria de Courtenay, era casada com o imperador Teodoro I Láscaris. Assim, Roberto, que já era cunhado de Teodoro, não poderia também ser seu genro. Apesar disso, Roberto imediatamente recusou o acordo e se casou com "Dama de Neuville", que já era noiva de um cavalheiro da Borgonha. À frente de uma conspiração, os burgúndios expulsaram Roberto de Constantinopla e ele fugiu para Roma em busca de algum remédio junto ao papa, que o convenceu a retornar para a capital imperial. Porém, em sua viagem de volta, no início de 1228, o imperador morreu enquanto acampava na Moreia.